# Włodzimierz Kosiński (1871–1951)
Włodzimierz Bogdan Kosiński (ur. 10 lub 13 czerwca 1871 w Drzewicy, zm. 7 marca 1951 w Krakowie) – polski aktor teatralny i filmowy, dyrektor teatru i bibliotekarz.

## Życiorys
Sztuki scenicznej uczył się u Anastazego Trapszo. Na scenie debiutował w 1889 lub 1891 roku. Do 1900 roku grał w licznych zespołach objazdowych m.in. w Częstochowie, Ciechocinku, Poznaniu oraz Warszawie (choć niektóre informacje mogą dotyczyć innego aktora, Feliksa Kosińskiego). W latach 1900–1905 występował w Łodzi, a w okresie 1905-1914 - w Krakowie. Wówczas też, w 1913 roku, stworzył swoją jedyną kreację filmową w produkcji "Dramat Wieży Mariackiej" (reż. Wiktor Biegański). 
Podczas I wojny światowej służył w Legionach Polskich. Po zakończeniu walk powrócił na scenę występując w krakowskim Teatrze Bagatela (1921-1923) oraz warszawskim Teatrze Polskim (1924-1925). Sezon 1925/1926 spędził w Bydgoszczy, gdzie przez kilka tygodni piastował stanowisko dyrektora tamtejszego teatru. Następnie przeniósł się do Grodna, gdzie występował w sezonie 1927/1928, a następnie opuścił scenę i do wybuchu II wojny światowej pracował jako bibliotekarz.
Podczas wojny był internowany i więziony w obozie jenieckim w Kalwarii, gdzie zaangażował się w prace teatru obozowego. Na scenę powrócił w 1946 roku i do końca życia występował w krakowskim Teatrze im. Juliusza Słowackiego.
Zostały pochowany na cmentarzu Rakowickim w Krakowie (kw. XIVB, rz. płd., na nagrobku data urodzenia: 1 stycznia 1872)